# 6184 Nordlund
6184 Nordlund è un asteroide della fascia principale. Scoperto nel 1987, presenta un'orbita caratterizzata da un semiasse maggiore pari a 2,3208772 UA e da un'eccentricità di 0,1238996, inclinata di 6,29542° rispetto all'eclittica.